# Diacira varia
Diacira varia är en insektsart som beskrevs av Walker 1858. Diacira varia ingår i släktet Diacira och familjen Dictyopharidae. Inga underarter finns listade i Catalogue of Life.